# Eugen Eichhoff
Eugen Eichhoff (* 13. Juli 1897 in Lüdenscheid; † 23. November 1983) war ein deutscher Turnfunktionär und Industrieller.

## Leben
Eugen Eichhoff war der Sohn von Wilhelm und Julie Eichhoff, geborene Sprenger. Er heiratete am 22. März 1923 Elisabeth Wurm, die Tochter von Louis Wurm. Nach seinem Tod wurde sein Leichnam auf dem evangelischen Friedhof Lüdenscheid beigesetzt.

### Sport
Eichhoff war Mitglied des TuS Grünewald Lüdenscheid 1892 e. V. Dort wurde er 1916 zum Vorturner ernannt, wurde ab im Ersten Weltkrieg 1916/17 an die Front abgerufen. 1923 wurde er Oberturnwart und übernahm 1925 von Wilhelm Schriewer die Leitung als 1. Vorsitzender des Vereins. Für die Teilnahme des Vereins am 13. Deutschen Turnfest 1923 in München spendeten er und Wilhelm Eichhoff 500.000 Reichsmark. Während der Zeit des Nationalsozialismus verzichtete er auf Ämter im Arbeiter-Turn- und Sportbund (ATSB). Er übernahm allerdings 1932 das Amt als Oberturnwart im Lenne-Volme-Gau, 1935 das Amt als Oberturnwart und als Kreis-Männerturnwart von Westfalen und 1937 als Gausportwart von Westfalen.
Eichhoff war maßgeblich am Wiederaufbau des Deutschen Turner-Bundes (DTB) nach dem Zweiten Weltkrieg beteiligt. In den Führungsgremien des Deutschen Turnverbands (DT) war er einer derjenigen, die maßgeblich den Ton angaben. Seine Vorturnerbriefe dienten als wichtige Beiträge für die Weichenstellung des Turnens im jungen Nachkriegsdeutschland. Er gehörte zu den 52 Gründern der am 13. September 1947 in Northeim gegründeten Deutschen Arbeitsausschuß Turnen (DAT) und wurde bei deren Gründung zum Vorsitzenden gewählt. Anlässlich des ersten Deutschen Turnfests nach dem Weltkrieg in Frankfurt am Main (Frankfurter Turnfest) wurde er zum Oberturnwart ernannt. Am 2. September 1950 wurde in Tübingen der DTB wiedergegründet und Eichhoff zu dessen Oberturnwart gewählt. In dieser Funktion verblieb er bis 1954. Ein besonderes Anliegen für ihn war die Förderung von „Freizeitgestaltung und Jugenderziehung“. Von ihm stammte auch der Ansatz, dass sich der DTB nicht zu einem reinen Kunstturnverband entfwickeln sollte. Er war auch Mitglied des Nationalen Olympischen Komitees.
Ihm zu Ehren veranstaltet der TuS Grünewald Lüdenscheid jährlich das vereinsunabhängige „Eugen-Eichhoff-Sportfest“ für Kinder.

### Unternehmertum
Privat war er Gründer und Inhaber der Firma Eichhoff-Werke GmbH. Er begann als 22-Jähriger 1919 mit einem Handelsunternehmen. 1931 stellte er dann auf die Fabrikation elektrotechnischer Erzeugnisse um. Es folgten Zweigbetriebe in Deutschland und Tochterunternehmen in Spanien. 1977 waren in den vier deutschen Standorten über 1500 Mitarbeiter mit der Fertigung beschäftigt.
Unternehmerisch fiel ein Schatten auf seinen Lebenslauf, als er 1960 wegen Bestechung von der Ersten Großen Strafkammer des Landgerichts Darmstadts zu sieben Monaten Gefängnis mit zweijähriger Bewährung und einer Geldbuße verurteilt wurde.

## Publikationen (Auswahl)
- Unser turnerischer Weg in die Zukunft. [zum 1. Deutschen Turntag am 23. August 1948 in der Paulskirche zu Frankfurt am Main], hrsg. vom Deutschen Arbeitsausschuß Turnen, Frankfurt/M. 1948.
- Aufgaben. [in Zusammenarbeit mit dem Turnrat des Deutschen Turner-Bundes], hrsg. vom Deutschen Turner-Bund, Pohl Verlag, Celle 1950.

## Ehrungen
- 1954: Ehrenmitgliedschaft/Ehrenoberturnwart des DTB[13]
- 1972: Ehrenplakette der Stadt Lüdenscheid[14][15]
- 1973: Großes Verdienstkreuz des Verdienstordens der Bundesrepublik Deutschland[16]
- 1977: Eintrag in das Goldene Buch der Stadt Lüdenscheidt[17]
- Goldenen Ehrenplakette der Deutschen Olympischen Gesellschaft[1]
- Ehrenbürgerschaft der Stadt Schlitz[1]